# إليزابيث هوفمان
إليزابيث هوفمان (بالإنجليزية: Elizabeth Hoffman)‏ هي ممثلة أمريكية، ولدت في 8 فبراير 1927 في الولايات المتحدة.

## أعمال

### أفلام
- (1997) دانتيز بيك[6]

## وصلات خارجية
- إليزابيث هوفمان على موقع IMDb (الإنجليزية)
- إليزابيث هوفمان على موقع ألو سيني (الفرنسية)
- إليزابيث هوفمان على موقع أول موفي (الإنجليزية)
- إليزابيث هوفمان على موقع قاعدة بيانات الأفلام السويدية (السويدية)
- إليزابيث هوفمان على موقع قاعدة بيانات الفيلم (الإنجليزية)
- إليزابيث هوفمان على موقع كينوبويسك (الروسية)